# ALL TIME SINGLES 〜SUPER PREMIUM BEST〜
『ALL TIME SINGLES 〜SUPER PREMIUM BEST〜』（オール・タイム・シングルズ スーパー・プレミアム・ベスト）は、日本のロックバンド、THE BLUE HEARTSのベスト・アルバム。2010年2月24日発売。発売元は徳間ジャパンコミュニケーションズ。

## 概要
結成25周年を記念したベスト・アルバム。
メルダック、イーストウエスト・ジャパンの2つのレーベルの枠を超え、すべてのシングル収録曲をCD2枚に完全網羅。解散までに発表された未発表映像を含む全MVを収録したDVDとの3枚組。ブルーハーツ史上初の全曲デジタルリマスターが施されている。
初盤である2010年2月発売分はリーフレットに誤記が複数あることから、回収・交換された。
本作は完全生産限定盤であったが、同年6月2日にアンコールプレス盤が再発売。発売当初のものとの違いは帯のみで、その他は同じ。
8年後の2018年2月28日にアナログ盤として再々発。
さらにその2年後の2020年10月21日、結成35周年を記念したベスト・アルバム『ALL TIME MEMORIALS II』と同日に、ジャケットが変更され再再々発。
本作とともに、イーストウエスト・ジャパン時代のオリジナル・アルバム5枚とライブ・アルバム2枚もリマスタリング盤として再発売。

## 収録曲

### Disc 1 meldac盤
| 全編曲: THE BLUE HEARTS。 |                                              |            |       |
| #                         | タイトル                                     | 作詞・作曲 | 時間  |
| 1.                        | 「1985」                                     | 甲本ヒロト | 3:24  |
| 2.                        | 「人にやさしく」                             | 甲本ヒロト | 3:17  |
| 3.                        | 「ハンマー（48億のブルース）」               | 真島昌利   | 2:05  |
| 4.                        | 「リンダ リンダ」                            | 甲本ヒロト | 3:15  |
| 5.                        | 「僕はここに立っているよ」                   | 真島昌利   | 3:41  |
| 6.                        | 「キスしてほしい（トゥー・トゥー・トゥー）」 | 甲本ヒロト | 3:16  |
| 7.                        | 「チェインギャング」                         | 真島昌利   | 5:58  |
| 8.                        | 「ブルーハーツのテーマ」                     | 甲本ヒロト | 2:09  |
| 9.                        | 「シャララ」                                 | 甲本ヒロト | 4:05  |
| 10.                       | 「チェルノブイリ」                           | 真島昌利   | 3:08  |
| 11.                       | 「TRAIN-TRAIN」                              | 真島昌利   | 3:49  |
| 12.                       | 「無言電話のブルース」                       | 真島昌利   | 4:02  |
| 13.                       | 「ラブレター」                               | 甲本ヒロト | 3:28  |
| 14.                       | 「電光石火」                                 | 甲本ヒロト | 2:48  |
| 15.                       | 「青空」                                     | 真島昌利   | 4:48  |
| 16.                       | 「平成のブルース」                           | 真島昌利   | 9:55  |
| 合計時間:                 | 合計時間:                                    | 合計時間:  | 63:08 |

### Disc 2 ワーナー盤
| 全編曲: THE BLUE HEARTS。 |                                                     |            |       |
| #                         | タイトル                                            | 作詞・作曲 | 時間  |
| 1.                        | 「情熱の薔薇」                                      | 甲本ヒロト | 2:56  |
| 2.                        | 「鉄砲」                                            | 真島昌利   | 3:18  |
| 3.                        | 「首つり台から」                                    | 甲本ヒロト | 2:54  |
| 4.                        | 「シンデレラ（灰の中から）」                        | 河口純之助 | 4:27  |
| 5.                        | 「あの娘にタッチ」                                  | 甲本ヒロト | 3:10  |
| 6.                        | 「わーわー (Live version)」                         | 真島昌利   | 2:12  |
| 7.                        | 「TOO MUCH PAIN」                                   | 真島昌利   | 6:55  |
| 8.                        | 「泣かないで恋人よ」                                | 真島昌利   | 4:49  |
| 9.                        | 「夢」                                              | 真島昌利   | 2:28  |
| 10.                       | 「皆殺しのメロディー (Live version)」               | 甲本ヒロト | 2:06  |
| 11.                       | 「東京ゾンビ（ロシアンルーレット） (Live version)」 | 甲本ヒロト | 2:55  |
| 12.                       | 「旅人」                                            | 甲本ヒロト | 3:12  |
| 13.                       | 「台風」                                            | 真島昌利   | 2:21  |
| 14.                       | 「1000のバイオリン」                                | 真島昌利   | 3:48  |
| 15.                       | 「俺は俺の死を死にたい (Alternative version)」      | 真島昌利   | 5:29  |
| 16.                       | 「1001のバイオリン」                                | 真島昌利   | 3:46  |
| 17.                       | 「パーティー」                                      | 甲本ヒロト | 5:20  |
| 18.                       | 「チャンス」                                        | 真島昌利   | 4:37  |
| 19.                       | 「夕暮れ」                                          | 甲本ヒロト | 3:55  |
| 20.                       | 「すてごま (Live version)」                         | 甲本ヒロト | 3:02  |
| 21.                       | 「夜の盗賊団」                                      | 真島昌利   | 5:18  |
| 合計時間:                 | 合計時間:                                           | 合計時間:  | 78:58 |

### DVD（初回生産限定盤）
| 全編曲: THE BLUE HEARTS。 |                        |            |       |
| #                         | タイトル               | 作詞・作曲 | 時間  |
| 1.                        | 「爆弾が落っこちる時」 | 真島昌利   | 2:12  |
| 2.                        | 「NO NO NO」           | 甲本ヒロト | 2:33  |
| 3.                        | 「リンダ リンダ」      | 甲本ヒロト | 3:39  |
| 4.                        | 「キスしてほしい」     | 甲本ヒロト | 3:38  |
| 5.                        | 「TRAIN-TRAIN」        | 真島昌利   | 4:30  |
| 6.                        | 「ラブレター」         | 甲本ヒロト | 3:38  |
| 7.                        | 「青空」               | 真島昌利   | 5:00  |
| 8.                        | 「情熱の薔薇」         | 甲本ヒロト | 3:12  |
| 9.                        | 「首つり台から」       | 甲本ヒロト | 3:00  |
| 10.                       | 「あの娘にタッチ」     | 甲本ヒロト | 3:15  |
| 11.                       | 「TOO MUCH PAIN」      | 真島昌利   | 7:16  |
| 12.                       | 「旅人」               | 甲本ヒロト | 3:30  |
| 13.                       | 「1000のバイオリン」   | 真島昌利   | 3:49  |
| 14.                       | 「夕暮れ」             | 甲本ヒロト | 4:30  |
| 15.                       | 「すてごま」           | 甲本ヒロト | 3:07  |
| 合計時間:                 | 合計時間:              | 合計時間:  | 56:49 |

## 参加ミュージシャン
THE BLUE HEARTS
- 甲本ヒロト - ボーカル
- 真島昌利 - ギター
- 河口純之助 - ベース
- 梶原徹也 - ドラム